# Box-office France 1952
 (avril 2021).
Le box-office France 1952 est l'ensemble des films sortis dans les salles de cinéma françaises durant l'année 1952. Trente-cinq films y ont dépassé les 2 000 000 de spectateurs en France cette année-là.

## Liste des films classés par nombre de spectateurs
| Classement | Titre                                   | Pays                  | Réalisateur                         | Box-office France  |
| ---------- | --------------------------------------- | --------------------- | ----------------------------------- | ------------------ |
| 1.         | Le Petit Monde de don Camillo           |                       | Julien Duvivier                     | 12 791 168 entrées |
| 2.         | Violettes impériales                    |                       | Richard Pottier                     | 8 125 766 entrées  |
| 3.         | Fanfan la Tulipe                        |                       | Christian-Jaque                     | 6 726 744 entrées  |
| 4.         | Ivanhoé                                 |                       | Richard Thorpe                      | 6 354 681 entrées  |
| 5.         | Les Feux de la rampe                    |                       | Charlie Chaplin                     | 6 133 697 entrées  |
| 6.         | Le train sifflera trois fois            | Fred Zinnemann        | 5 746 990 entrées                   |                    |
| 7.         | Jeux interdits                          |                       | René Clément                        | 4 910 835 entrées  |
| 8.         | Le Fruit défendu                        | Henri Verneuil        | 4 002 100 entrées                   |                    |
| 9.         | Coiffeur pour dames                     | Jean Boyer            | 3 922 252 entrées                   |                    |
| 10.        | Le Trou normand                         | Jean Boyer            | 3 915 583 entrées                   |                    |
| 11.        | L'Homme tranquille                      |                       | John Ford                           | 3 631 736 entrées  |
| 12.        | Les Belles de nuit                      |                       | René Clair                          | 3 499 199 entrées  |
| 13.        | Anna                                    |                       | Alberto Lattuada                    | 3 403 177 entrées  |
| 14.        | Nous irons à Monte-Carlo                |                       | Jean Boyer                          | 3 348 795 entrées  |
| 15.        | Il est minuit, docteur Schweitzer       | André Haguet          | 3 300 484 entrées                   |                    |
| 16.        | Les Aventures du capitaine Wyatt        |                       | Raoul Walsh                         | 3 299 128 entrées  |
| 17.        | Paris chante toujours                   |                       | Pierre Montazel                     | 3 144 242 entrées  |
| 18.        | La Table-aux-crevés                     | Henri Verneuil        | 3 120 959 entrées                   |                    |
| 19.        | La Minute de vérité                     |                       | Jean Delannoy                       | 3 113 421 entrées  |
| 20.        | Nous sommes tous des assassins          |                       | André Cayatte                       | 3 062 569 entrées  |
| 21.        | Un Américain à Paris                    |                       | Vincente Minnelli                   | 3 027 240 entrées  |
| 22.        | Scaramouche                             | George Sidney         | 2 975 521 entrées                   |                    |
| 23.        | Allô... je t'aime                       |                       | André Berthomieu                    | 2 953 287 entrées  |
| 24.        | Le Grand Caruso                         |                       | Richard Thorpe                      | 2 947 223 entrées  |
| 25.        | Les Fils des Mousquetaires              | Lewis Allen           | 2 780 872 entrées                   |                    |
| 26.        | Adorables Créatures                     |                       | Christian-Jaque                     | 2 711 082 entrées  |
| 27.        | Robin des Bois et ses joyeux compagnons |                       | Ken Annakin                         | 2 592 944 entrées  |
| 28.        | Elle n'a dansé qu'un seul été           |                       | Arne Mattsson                       | 2 518 815 entrées  |
| 29.        | La Putain respectueuse                  |                       | Charles Brabant / Marcello Pagliero | 2 513 419 entrées  |
| 30.        | Mon curé chez les riches                | Henri Diamant-Berger  | 2 480 055 entrées                   |                    |
| 31.        | Son dernier Noël                        | Jacques Daniel-Norman | 2 388 938 entrées                   |                    |
| 32.        | Monsieur Leguignon lampiste             | Maurice Labro         | 2 110 476 entrées                   |                    |
| 33.        | Le Fils de personne                     |                       | Raffaello Matarazzo                 | 2 107 013 entrées  |
| 34.        | Le Costaud des Batignolles              |                       | Guy Lacourt                         | 2 084 209 entrées  |
| 35.        | Marqué au fer                           |                       | Rudolph Maté                        | 2 063 818 entrées  |